# فربيون نفاذ الرائحة
الفربيون نفاذ الرائحة نوع نباتي يتبع جنس الفربيون من الفصيلة اللبنية.

## الموئل والانتشار
ينتشر في أفريقيا الجنوبية.